# Gérulf Ier
 (novembre 2023).
Si vous disposez d'ouvrages ou d'articles de référence ou si vous connaissez des sites web de qualité traitant du thème abordé ici, merci de compléter l'article en donnant les références utiles à sa vérifiabilité et en les liant à la section « Notes et références ».
Gérulf Ier de Kennemerland (en néerlandais : Gerulf I van Kennemerland), également connu sous le nom de Gérulf l'Ancien (en néerlandais : Gerulf de Oude), né à une date inconnue et mort en 855, est le premier comte de Kennemerland.
De ce titre est issu le comté de Frise occidentale (en 896) et le comté de Hollande (en 1061).
Il fonde la dynastie des Gerulfing à laquelle il donne son nom.

## Biographie
Il règne à l'époque de Louis le Pieux, vers 833.
Il peut être lui-même fils d'un Théodoric, qui passait pour descendre du roi frison Poppo Ier, mort en 734.
Gérulf perd ses biens à la suite d'une révolte contre Louis le Pieux, mais les récupère en 839 à la suite de la réconciliation entre l'empereur Louis et son fils Lothaire Ier.
À la fin de sa vie, il se retire dans un monastère où il meurt en 855. Son fils (ou petit-fils) Gérulf II devient comte de Kennemerland à sa mort.

## Famille

### Mariage et enfants
Avec la fille de Waldegar de Corbie, il a :
- Gérulf II, comte de Kennemerland.